# Flaviporus subhydrophilus
Flaviporus subhydrophilus är en svampart som först beskrevs av Speg., och fick sitt nu gällande namn av Rajchenb. & J.E. Wright 1987. Flaviporus subhydrophilus ingår i släktet Flaviporus och familjen Meruliaceae.   Inga underarter finns listade i Catalogue of Life.